# BSI集團
BSI集團（英語：BSI Group），全稱為「英國標準協會」（British Standards Institution），屬於英國國際標準法定團體，英國標準協會在製訂產品和服務範圍標準，也提供了供應證明和標準相關服務和業務。
英國政府認可BSI作為英國的國家標準機構。這包括承認BSI作為ISO（國際標準化組織）和CEN（歐洲標準化委員會）的英國成員。在電工領域，這一認可延伸到英國電工委員會，它使BSI擔當IEC（國際電工委員會）和CENELEC（歐洲電工標準化委員會） 的英國成員，從而完整了其角色。這一認可還擴展到BSI與ETSI（歐洲電信標準協會）共同承擔的一些職能，包括公共諮詢，採納標準和發佈標準。
BSI集團是在1901年，鼓吹「土木工程師學會理事會」成立委員會，考量鋼鐵零件的標準化。1918年，由於展開標準化工作，更名為英國工程標準學會，到了1929年，獲頒「皇家特許標誌」，1931年更名為英國標準學會。1998年進行併購業務，更名為BSI集團。
集團則在193個國家運作；雖然收入是來自管理系統評估和證書工作，但是真正實體業務是來自標準和標準相關服務行業。 
英國標準協會連續十二年被國際公認品牌裁決機構選為全球性超級品牌。

## 標準部
BSI共有五大營業單位，其中的英國標準部可謂是BSI的標準核心業務機構。 它對內代表英國國家標準機構，通過與股東協作，制定標準和應用創新的標準化解決方案，滿足公司和社會需求。對外，在正式國際組織中代表英國，確保英國對研發歐洲和國際正式標準的最大影響。作為世界上第一個國家標準組織，BSI管理著24萬個現行的英國標準、2,500個專業標準委員會，參加標準委員會的成員達23萬多名，BSI正在進行著7,000多個標準項目的研發。
BSI承擔的英國國家標準組織的職責包括：服務於公共政策利益，是英國經濟基礎結構的組成部分; 兼顧工業、政府和消費者等各方的不同利益; 促進英國國家標準、歐洲標準和國際標準的研發; 提供延伸的非正式產品和服務; 作為國際標準化、歐洲標準化的重要橋樑。
BSI制定標準的業務領域並非包羅萬象，主要專注於優勢領域。其傳統優勢領域為：健康、電工、工程、材料、化學、消費品與服務、資訊技術，同時在交通、建築、風險業、環境可持續發展、電子商務、資訊安全、品質管理等領域不斷開拓。
BSI在長期的標準研發實踐中，制定有一整套適應市場規律、科學的判別標準和工作程式。一個完整的標準項目的研發過程包括提議-接受-起草與編輯-公共質詢-評價-批准-公佈和出版等階段。

## 協會工作
BSI設標準部、測試部、質量保證部、市場部、公共事務部等營業單位。標準部是標準化工作的管理和協調機構。

BSI是國際標準化組織（ISO）、國際電工委員會（IEC）、歐洲標準化委員會（CEN）、歐洲電工標準化委員會（CENELEC）、歐洲電信標準學會（ETSI）創始成員之一， 並在其中發揮著重要作用。 按承擔TC/SC技術秘書處數量和資助額計算。BSI在ISO中的貢獻率為17%，僅次於德國DIN（19%）居第二位; 在CEN/CENELEC中的貢獻率為21%，居第三位（德國DIN為28%，法國AFNOR為22%）。根據1978年11月15日簽訂的《中華人民共和國和大不列顛及北愛爾蘭聯合王國政府科學技術合作協定》第二條規定，英國標準學會和中國標準化協會於1980年4月19日在北京簽訂了《中國標準化協會和英國標準學會合作協定》。雙方開始了有益的合作。

## 活動
而該集團也有負責製作光碟、書刊等英國標準等相關資料。

## 管理系統評估和證書
這個獨立認證和有關標準範圍和其他特別認證，包括：
- ISO 9001 （品質）；
- ISO 13485（藥物品質管理系統）；
- ISO 14001 （環保）；
- ISO 50001 （能源管理系統）；
- BS 65000 （彈性組織）,
- ISO 45001 (職業健康和安全),
- ISO/IEC 27001 (前身資訊保安的BS 7799)；
- ISO/IEC 20000 （前身資訊科技管理的BS 15000）；
- PAS 99 （統一管理）；
- ISO 22301 (Societal security -- Business continuity management systems -- Requirements),
- Greenhouse Gas Emissions Verification,
- (RSPO) Roundtable on Sustainable Palm Oil
- SA8000 (Social Accountability) and
- 食安標準和另類，包括ISO 22000。
- AS9100, AS9110, AS9120 宇航
- EU Emissions Trading System (EU ETS)

## 測試服務和健康護理
1903年，該會首次註冊認證標誌，名為「Kitemark」，應用於電車軌道時，軌距數量從 75 降到 5。

## BSI與政府的關係
英國的標準管理體制為，貿工部標準與技術法規司是制定標準、測試和認證政策的政府主管部門，但其僅負責政策層面的管理。具體的標準、測試和認證管理職能分別賦予兩個機構：標準管理職能由英國標準協會（BSI）實施，測試和認證資格管理職能由英國認證服務局負責。英國政府以皇家憲章和簽訂備忘錄的形式確定了政府與BSI的法律關係。BSI屬於非官方非營利機構，共有標準研發、標準技術資訊提供、產品測試、體系認證和商檢服務五大業務。BSI僅僅在標準研發這一業務上擁有英國國家標準機構的職能，而其他業務，如產品測試、體系認證等，和社會上其他認證公司一樣，必須通過英國認證服務局的資格認證，才有資格從事這些業務。
英國政府認為，標準的自願性質決定了標準類檔應由非政府機構直接管理。政府應管理涉及國家安全、人類健康等應由政府強制執行的法規類檔，涉及技術問題的自願性標準應由協會來管理。為此，英國政府以皇家憲章和簽訂備忘錄的形式確定了政府與BSI的法律關係。

## BSI的皇家憲章
BSI的皇家憲章主要規定了BSI的獨立法人地位、業務範圍、董事會和會員的組成等。皇家憲章還特別規定，BSI的運營收入若有盈餘，其盈餘必須用於業務再投入，不得用於分紅。規定的業務範圍包括：研發、銷售和推廣標準，登記、批准和使用標準商標，從事系統評價服務、產品材料檢驗、測試和認證，以及培訓等業務。

## BSI與政府簽署的國家標準機構備忘錄
在BSI行使國家標準機構的職能上，英國政府採取簽署備忘錄的形式承認BSI的英國國家標準機構地位。雙方本著平等、獨立和服務於公共利益的原則，在備忘錄中規定了BSI作為英國國家標準機構的責任和權利的同時，也規定了政府應盡的責任。實踐證明，英國政府的這種管理模式取得了很好的成效。

## 連結
- bsigroup.com（页面存档备份，存于）
- BSI Group United Kingdom（页面存档备份，存于）
- BSI 集團 台灣（页面存档备份，存于）
- BSI 集團 中國（页面存档备份，存于）
- BSI 集團 香港（页面存档备份，存于）